# Hanzel und Gretyl
Hanzel Und Gretyl (с нем. — «Гензель и Гретель») — индастриал-метал-группа, образованная Kaizer Von Loopy и Vas Kallas в 1993 году. Их часто принимают за немецкую группу из-за использования немецкой лирики и немецкого названия, но фактически Hanzel Und Gretyl основана в Нью-Йорке, США.

## История
Название Hanzel und Gretyl участники взяли из сказки Гензель и Гретель (нем. Hänsel und Gretel), объясняя концепцию своей музыки как футуристическую, почти апокалиптическую сказку, в которой каждый выход начинает новую главу книги. В 1994 году группа записала первое демо Kindermusik, подписав контракт с Energy Records, а в 1995 году выпустила первый студийный альбом Ausgeflippt. В 1998 году лейбл Energy Records прекратил своё существование, несмотря на это Hanzel Und Gretyl продолжали записывать демо и в 2002 подписали контракт с Metropolis Records, выпустив третий альбом Über Alles. После проведения тура в поддержку альбома они возвратились в студию для записи Scheissmessiah!. В течение всего времени Hanzel Und Gretyl совершили совместные туры с Marilyn Manson, Slipknot, Prong, Ministry, My Life with the Thrill Kill Kult, Methodical, Bella Morte, Rammstein, Cradle of Filth.

## Состав
- Kaizer Von Loopy — вокал, лид-гитара, программирование
- Vas Kallas — женский вокал, гитара, программирование
- Jon Osterman (позднее Mark Baker) — ударные
- Anna K — бас-гитара
- KyzrWolf — Ремиксер

## Дискография
| Релиз | Название                   | Лейбл              |
| ----- | -------------------------- | ------------------ |
| 1994  | Kindermusik                | Independent        |
| 1995  | Ausgeflippt                | Energy Records     |
| 1995  | Shine 2001                 | Energy Records     |
| 1997  | Transmissions From Uranus  | Energy Records     |
| 1997  | Take Me to Your Leader MCD | Energy Records     |
| 2003  | Über Alles                 | Metropolis Records |
| 2004  | Scheissmessiah!            | Metropolis Records |
| 2006  | Oktötenfest 2006 [EP]      | Metropolis Records |
| 2008  | 2012: Zwanzig Zwölf        | Metropolis Records |
| 2012  | Born To Be Heiled          | Metropolis Records |
| 2014  | Black Forest Metal         | Metropolis Records |
| 2018  | Satanik Germanik           | Metropolis Records |
| 2019  | Hexennacht                 | Metropolis Records |